# 小行星6389
小行星6389（英語：6389 Ogawa）是一颗围绕太阳公转的小行星。1990年1月21日，圓舘金、渡邊和郎在北见发现了此天体。
这颗小行星的绝对星等为301.52713616等。